# Circondario di Passavia
Il circondario di Passavia è uno dei circondari dello stato tedesco della Baviera.
Fa parte del distretto governativo della Bassa Baviera.

## Città e comuni
(Abitanti il 31 dicembre 2023)
| Comuni del circondario | Città 1. Bad Griesbach i.Rottal (9 279) 2. Hauzenberg (11 775) 3. Pocking (16 509) 4. Vilshofen an der Donau (18 061) | Comuni 1. Aicha vorm Wald (2 442) 2. Aidenbach (3 121) 3. Aldersbach (4 396) 4. Bad Füssing (8 230) 5. Beutelsbach (1 225) 6. Breitenberg (2 000) 7. Büchlberg (4 343) 8. Eging a.See (4 383) 9. Fürstenstein (3 590) 10. Fürstenzell (8 590) 11. Haarbach (2 527) 12. Hofkirchen (3 749) 13. Hutthurm (6 412) 14. Kirchham (2 738) 15. Kößlarn (1 897) 16. Malching (1 246) 17. Neuburg am Inn (4 445) 18. Neuhaus am Inn (3 636) 19. Neukirchen vorm Wald (3 053) 20. Obernzell (3 840) 21. Ortenburg (7 525) 22. Rotthalmünster (4 971) 23. Ruderting (3 144) 24. Ruhstorf a.d.Rott (7 100) 25. Salzweg (6 789) 26. Sonnen (1 400) 27. Tettenweis (1 836) 28. Thyrnau (4 267) 29. Tiefenbach (6 842) 30. Tittling (4 228) 31. Untergriesbach (6 056) 32. Wegscheid (5 557) 33. Windorf (5 100) 34. Witzmannsberg (1 561) |